# Reinhold Mitterlehner

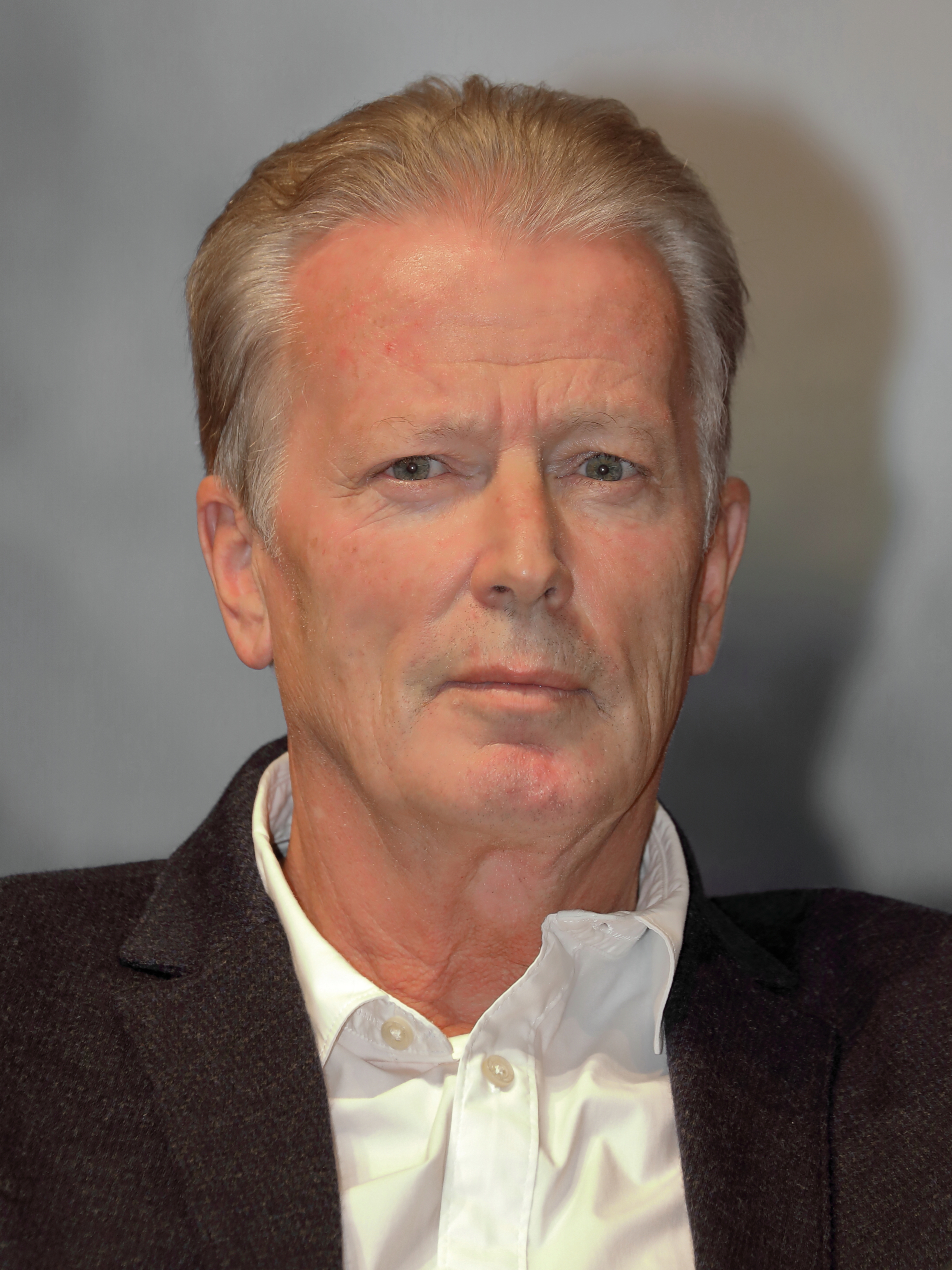
Reinhold Mitterlehner (2019)

Reinhold Mitterlehner (* 10. Dezember 1955 in Helfenberg, Oberösterreich) ist ein ehemaliger österreichischer Politiker (ÖVP), der von 2014 bis 2017 als Vizekanzler der Republik Österreich amtierte. Von 2008 bis 2017 war er Wirtschaftsminister und ab 2013 auch für die Bereiche Wissenschaft und Forschung zuständig. Nach dem Rücktritt des damaligen Bundeskanzlers Werner Faymann übte Mitterlehner vom 9. bis zum 17. Mai 2016 bis zur Angelobung Christian Kerns interimistisch die Geschäfte des Regierungschefs aus.
Von 2014 bis zu seinem Rücktritt im Mai 2017 war er Bundesparteiobmann der ÖVP. Zwischen 2002 und 2017 war er Bezirksparteiobmann der ÖVP in seinem Heimatbezirk Rohrbach. Seit 2017 ist er selbständiger Unternehmensberater.

## Ausbildung und Beruf
Reinhold Mitterlehner wuchs in Ahorn auf, besuchte von 1962 bis 1966 die Volksschule in Helfenberg und wechselte im Anschluss an das Realgymnasium in Rohrbach, an dem er 1974 die Matura ablegte. Danach leistete Mitterlehner von 1974 bis 1975 den Präsenzdienst ab und begann 1974 ein Studium der Rechtswissenschaften an der Johannes Kepler Universität Linz. 1980 schloss Mitterlehner sein Studium mit dem akademischen Grad Dr. iur. ab. 1990 absolvierte er den Post-Graduate-Lehrgang für Verbandsmanagement in Freiburg im Üechtland.
Nach dem Abschluss seines Studiums absolvierte Mitterlehner 1980 sein Gerichtspraktikum in Linz und war danach zwischen 1980 und 1992 in der Wirtschaftskammer Oberösterreich als Abteilungsleiter im Marketing beschäftigt. Von 1992 bis 2000 war er Geschäftsführer des Österreichischen Wirtschaftsbundes. Von 2000 bis 2008 war er Generalsekretär-Stellvertreter der Wirtschaftskammer Österreich.
Im September 2017 startete Mitterlehner sein eigenes Unternehmen. Gemäß Gesellschaftsvertrag bietet Mitterlehner „Unternehmensberatung, Strategieberatung und Internationalisierungsberatung“ an. Von Ende 2017 bis Juni 2024 war er Mitglied des Aufsichtsrates der Oberösterreichischen Versicherung und dort ab 2019 Nachfolger von Leo Windtner als Aufsichtsratspräsident.
Ende Juni 2018 wurde er als Nachfolger von Karlheinz Töchterle zum Präsidenten der Österreichischen Forschungsgemeinschaft (ÖFG) gewählt.

## Politik
Mitterlehner war zwischen 1991 und 1997 Mitglied des Gemeinderates von Ahorn und wurde 2002 zum Bezirksparteiobmann der ÖVP Rohrbach gewählt.
Mitterlehner war seit dem 8. Februar 2000 Abgeordneter zum Österreichischen Nationalrat und seit 2001 mit einer Unterbrechung Obmann des parlamentarischen Wirtschaftsausschusses.
Am 24. November 2008 wurde Mitterlehner vom damals geschäftsführenden ÖVP-Parteiobmann Josef Pröll als zukünftiger Bundesminister für Wirtschaft, Familie und Jugend präsentiert und am 2. Dezember 2008 zusammen mit den anderen Mitgliedern der Bundesregierung Faymann I angelobt. Nach den Wahlen im September 2013 wurde Mitterlehner am 16. Dezember 2013 von Bundespräsident Heinz Fischer erneut als Bundesminister angelobt. In der Bundesregierung Faymann II kam zu den Wirtschaftsagenden Mitterlehners das Ressort Wissenschaft und Forschung. 
Für die Familienagenden wurde ein eigenes Ministerium unter Familienministerin Sophie Karmasin eingerichtet.
Nach dem überraschenden Rücktritt Michael Spindeleggers als Finanzminister, Vizekanzler und ÖVP-Obmann am 26. August 2014 wurde Mitterlehner noch am selben Tag einstimmig zum Bundesparteiobmann der Österreichischen Volkspartei und als Vizekanzler designiert. Am 1. September 2014 wurde er als Vizekanzler angelobt und am 8. November am ÖVP-Bundesparteitag mit 99,1 Prozent der Delegiertenstimmen zum Bundesparteiobmann der ÖVP gewählt.
Am 10. Mai 2017 gab Mitterlehner bekannt, sowohl als Bundesparteiobmann der ÖVP wie auch von seinen Ämtern als Minister und Vizekanzler zurückzutreten. Als Termin nannte er den 15. Mai 2017. Sein Nachfolger als zunächst designierter ÖVP-Obmann wurde am 14. Mai 2017 Außenminister Sebastian Kurz, der umgehend Neuwahlen forderte, es aber ablehnte, in der Regierung das Amt des Vizekanzlers zu übernehmen. Nach einem Gespräch mit Bundespräsident Alexander Van der Bellen sagte Mitterlehner am 15. Mai 2017 zu, vorerst seine Regierungsämter weiter auszuüben, bis die Nachfolge in der Bundesregierung geklärt sei. Am 17. Mai 2017 wurde Justizminister Wolfgang Brandstetter als Nachfolger Mitterlehners als Vizekanzler angelobt. Der damalige Staatssekretär Harald Mahrer übernahm die Wirtschafts-, Wissenschafts- und Forschungsagenden.
In seinem Buch Haltung (2019) schrieb Mitterlehner von Intrigen, Mobbing und erfundenen Geschichten, die Kurz und dessen Mitarbeiter lanciert hätten, da er (Mitterlehner) sich geweigert habe, die Große Koalition aufzukündigen.

## Politische Ansichten

### Gesellschaftspolitik
Mitterlehner hatte für einen Obmann der ÖVP laut Medien und Analysten ungewöhnlich liberale Ansichten, die ihn auffällig von seinem Vorgänger Spindelegger unterschieden. Er startete kurz nach seinem Antritt einen breit angelegten Liberalisierungs- und Modernisierungsprozess in seiner Partei, auch angesichts des Konkurrenzdruckes der neuen bürgerlich-liberalen Partei der NEOS. Die ÖVP soll „jünger und weiblicher“ werden, bspw. mit einem „Reißverschlusssystem“ für Frauen auf Listenplätzen. Gegen großen Widerstand der katholischen Kirche und des christlich-konservativen Flügels setzte er im Jänner 2015 die Präimplantationsdiagnostik und die künstliche Befruchtung für homosexuelle Paare im Nationalrat durch. Auch mit Aussagen sorgte Mitterlehner für Aufsehen: So bezeichnete er Österreich im Rahmen einer Klubtagung der ÖVP im Jänner 2015 als „säkulare und multikulturelle Gesellschaft“, und der Islam sei ein Teil dessen, wobei sich Mitterlehner zugleich vom politischen Islamismus abgrenzte. Eine Diskussion über die Fristenlösung wollte Mitterlehner gar nicht mehr führen, er bezeichnete diese Thematik in einem Interview mit der bürgerlichen Tageszeitung Die Presse als „europaweit erledigt“. Zur katholischen Kirche ging er auf Distanz: Er sei zwar „aktiver Christ“, aber die ÖVP sei keine „Filiale der Amtskirche“. 
Im Gegensatz zu seinem Vorgänger wollte Mitterlehner auch über andere Variationen der Schulen jenseits des Gymnasiums – wie etwa die Gesamtschule – reden, einen völligen Kurswechsel hin zur Gesamtschule gebe es aber auch unter ihm nicht.

### Gesundheitspolitik
Nach langem Widerstand des Wirtschaftsbundes gegen ein Rauchverbot im gastronomischen Bereich unterstützte Mitterlehner 2015 als erster Parteiobmann der ÖVP ein generelles Rauchverbot. Nach einer Novellierung des Tabakgesetzes sollte ein solches Verbot ab Mai 2018 in Kraft treten. 
Allerdings wurde das bereits beschlossene Rauchverbot in der Gastronomie kurz vor dem geplanten Inkrafttreten von der nachfolgenden ÖVP-FPÖ-Bundesregierung wieder gestoppt. Am 1. November 2019 trat das Rauchverbot in der Gastronomie aufgrund eines neuerlichen Nationalratsbeschlusses dann doch in Kraft.

## Privates
Mitterlehner ist Mitglied der Katholischen akademischen Verbindung Austro-Danubia Linz (Couleurname Django) im ÖCV sowie der MKV Verbindung K.Ö.St.V. Mühlgau Rohrbach.
Der Bankmanager Andreas Mitterlehner (1960–2019) war sein Bruder.

## Publikationen
- 2019: Haltung: Flagge zeigen in Leben und Politik, Ecowin / Benevento Publishing, Elsbethen bei Salzburg 2019, ISBN 978-3-7110-0239-6[21]

## Ehrungen und Auszeichnungen
- 2011: Großes Goldenes Ehrenzeichen am Bande für Verdienste um die Republik Österreich[22]
- 2015: Großes Goldenes Ehrenzeichen des Landes Oberösterreich
- 2016: Orden der Freundschaft der Russischen Föderation[23]

Negativpreise:
- 2009 „Rosa Handtaschl“[24]